# Fatmagül'ün Suçu Ne?
 Fatmagül'ün Suçu Ne? (¿Qué culpa tiene Fatmagül? en Latinoamérica y Fatmagül en España) es una serie de televisión turca de 2010, producida por Ay Yapım y emitida por Kanal D. Se basa en la novela del autor turco Vedat Türkali: Fatmagül'ün Sucu Ne?, publicada en 1976 y llevada al cine en 1986.
La Asociación de Periodistas de Espectáculos de Chile le otorgó a la actriz Beren Saat un premio como Mejor Actriz Internacional por su actuación protagónica, el cual ella agradeció.

## Trama
Fatmagül es una joven y bella campesina que vive en un pueblo costero cercano a Esmirna junto a su ingenuo hermano mayor Rahmi, y la dominante esposa de este, Mukaddes. Está comprometida con Mustafá, un pescador que trabaja arduamente para construir la casa en la que vivirán cuando se casen, lejos de su cuñada Mukaddes, que vive maltratando a Fatmagül. En el mismo pueblo vive Kerim, un joven herrero que trabaja en sociedad con su maestro, Galip, y al que crio la curandera del pueblo, Meryem Aksoy, apodada Ebe Nine, luego de ser abandonado por su padre y haber quedado huérfano de madre.
Como cada verano, Kerim espera reencontrarse con sus tres amigos millonarios de la infancia: Selim, Vural y Erdoğan, que llegan a Esmirna a celebrar el compromiso de Selim, hijo del poderoso empresario Reşat Yaşaran, con Meltem Alagöz, hija del político Turaner Alagöz. Kerim se va de fiesta con ellos, a pesar de que Ebe Nine y Galip le dicen que no son buenas amistades para él. Esa noche, durante la fiesta de compromiso de Selim, los cuatro amigos totalmente ebrios y drogados salen a divertirse a la orilla del mar. Se encuentran con Fatmagül, que iba a despedirse de Mustafá, que zarpaba fuera del pueblo por dos semanas, y lo que comienza como un acoso, momentos después termina en una violación.
A la mañana siguiente, Ebe Nine se encuentra a Fatmagül herida en la playa y llama a una ambulancia. Cuando la policía inspecciona el lugar, Mukkades oculta el anillo que perdió uno de los Yaşaran para chantajear a su familia a cambio de dinero. Cuando Mustafá se entera de que violaron a Fatmagül, enloquece, la maltrata y rompe su compromiso con ella. Para tapar la violación, la poderosa familia Yaşaran fuerza a Kerim a asumir toda la culpa y a casarse con Fatmagül. Aunque no es culpable de la violación, Fatmagül cree que él también la violó.
Después de casarse, Kerim y Fatmagül se van a vivir con sus familias a Estambul, donde ella vive despreciándolo. Vural le confiesa a Kerim que él no violó a Fatmagül esa noche. Kerim trata de explicárselo, pero ella no le cree. Con el tiempo, Fatmagül va descubriendo a un buen hombre en Kerim, y aunque lo oculta, termina enamorándose de él. Finalmente, Kerim decide probarle su amor a Fatmagül entregándose a la policía y delatando a los Yaşaran.
Así empezará un juicio imposible que traerá múltiples desgracias a la familia, mientras Mustafá buscará venganza contra ellos.

## Elenco
- Beren Saat como Fatmagül Ketenci/Ilgaz.
- Engin Akyürek como Kerim Ilgaz.
- Fırat Çelik como Mustafá Nalçalı.
- Murat Daltaban como Münir Telci.
- Buğra Gülsoy como Vural Namlı.
- Kaan Taşaner como Erdoğan Yaşaran.
- Engin Öztürk como Selim Yaşaran.
- Deniz Türkali como Perihan Yaşaran.
- Seda Güven como Meltem Alagöz.
- Esra Dermancıoğlu como Mukaddes Ketenci.
- Bülent Seyran como Rahmi Ketenci.
- Veda Yurtsever İpek como Ender Alagöz.
- Musa Uzunlar como Reşat Yaşaran.
- Sumru Yavrucuk como Meryem Aksoy (Ebe Nine).
- Civan Canova como Kadir Pakalın.
- Serdar Gökhan como Fahrettin Ilgaz.
- Mehmet Uslu como Rıfat Yaşaran.
- Aziz Sarvan como Turaner Alagöz.
- Servet Pandur como Leman Namlı.
- Zühtü Erkan como Şemsi Namlı.
- Sacide Taşaner como Halide Nalçalı.
- Toygun Ateş como Emin Nalçalı.
- Gözde Kocaoğlu como Deniz Ilgaz.
- Deniz Baytaş como Hilmiye Yaşaran.
- Sevtap Özaltun como Asu(de) / Hacer Ovacik.
- Ata Yılmaz Önal como Murat Ketenci.
- Alper Saylik como Samin.
- Alper Kut como Ömer Akari.
- Emre Yetim como Emre.
- Nilay Kaya como Gaye.
- Clare Frost como Kristen Norton.
- Salih Zeki Yorulmaz como Galip, el maestro herrero.

## Temporadas
| Temporada | Temporada | Episodios | Rango de episodios | Emisión original         | Emisión original    |
| Temporada | Temporada | Episodios | Rango de episodios | Inicio                   | Final               |
| --------- | --------- | --------- | ------------------ | ------------------------ | ------------------- |
|           | 1         | 39        | 1 - 39             | 16 de septiembre de 2010 | 16 de junio de 2011 |
|           | 2         | 41        | 40 - 80            | 8 de septiembre de 2011  | 21 de junio de 2012 |

## Recepción
¿Qué culpa tiene Fatmagül? se convirtió en el programa de televisión con la mejor sintonía en Kosovo durante el 2012. Asimismo, es la serie de mayor audiencia en Pakistán después de Amor Prohibido, cuya serie batió récords de sintonía en Turquía y que además también está protagonizada por Beren Saat. Debido a la gran popularidad de la serie en Pakistán, se volvió a transmitir en dicho país, logrando audiencias similares bastante altas. En Turquía la serie causó gran impacto, hasta el punto de que motivó que muchas mujeres denunciasen sus casos de violación, hecho que no era frecuente en el país.
En Chile, en 2014, se convirtió en la serie turca más exitosa, por lo que se pasó a transmitir en otros países de la región. Asimismo, volvió a convertirse en la serie turca de mayor éxito en 2015. Tuvo como promedio 30 puntos por emisión, llegando incluso a los 35 puntos según IBOPE, convirtiéndose en la serie turca más exitosa en el país. En Perú derrotó a programas nacionales estelares como Amor de madre y Al fondo hay sitio, las cuales antes nunca habían tenido competencia alguna en el horario estelar, y ni siquiera había programas que pudieran acercarse a sus cifras.
Asimismo, es muy popular en países del mundo árabe, donde causó tanto impacto que eventualmente provocó el incremento del turismo en Estambul, debido a que los turistas árabes viajaban a Turquía con intenciones de visitar algunas de las localizaciones donde se grabó la serie, como el restaurante donde trabajaba Fatmagül.
En España, con una evolución ascendente desde que se estrenara en enero de 2018, la hegemonía continúa. Fatmagül se ha convertido en la serie más vista en la historia de Nova, con unos 744.000 espectadores de media desde su estreno. En 2022 Atresmedia hizo una versión de la serie, llamada Alba.

## Premios y nominaciones
| Año  | Premios                          | Categoría                  | Nominado             | Resultado | Ref.   |
| ---- | -------------------------------- | -------------------------- | -------------------- | --------- | ------ |
| 2011 | Antalya Television Awards        | Mejor serie dramática      | Fatmagül'ün Suçu Ne? | Nominada  | [ 16 ] |
| 2011 | Antalya Television Awards        | Mejor actriz               | Beren Saat           | Nominada  | [ 16 ] |
| 2011 | Antalya Television Awards        | Mejor director de serie    | Hilal Saral          | Nominada  | [ 16 ] |
| 2011 | Antalya Television Awards        | Mejor actriz de reparto    | Esra Dermancıoğlu    | Nominada  | [ 16 ] |
| 2011 | Antalya Television Awards        | Mejor actor de reparto     | Bülent Seyran        | Nominado  | [ 16 ] |
| 2012 | Seoul International Drama Awards | Mejor actriz               | Beren Saat           | Nominada  | [ 17 ] |
| 2014 | Premio APES                      | Mejor actriz internacional | Beren Saat           | Ganadora  | [ 6 ]  |